# Dominique Schaefer
Dominique Schaefer (Colán, Provincia de Paita, Perú, 7 de enero de 1999) es una tenista peruana-estadounidense. Entre 2015 y 2017 formó parte del equipo de Fed Cup del Perú. En noviembre de 2017 obtuvo la medalla de plata en los Juegos Bolivarianos.

## Trayectoria

### Finales ITF Junior

#### Singles
| Leyenda            |
| ------------------ |
| Torneos de Grado 1 |
| Torneos de Grado 2 |
| Torneos de Grado 3 |
| Torneos de Grado 4 |
| Torneos de Grado 5 |

| Resultado | Fecha      | Torneo                      | Superficie | Rival             | Marcador      |
| --------- | ---------- | --------------------------- | ---------- | ----------------- | ------------- |
| Derrota   | 21-02-2015 | Copa Milo                   | Arcilla    | Alexandra Sanford | 2–6, 7–6, 4–6 |
| Derrota   | 17-01-2016 | Copa Banco de Venezuela     | Dura       | Olesya Pervushina | 0–6, 2–6      |
| Victoria  | 26-03-2016 | Sudamericano Individual GB1 | Arcilla    | Emiliana Arango   | 6–3, 6–3      |

#### Dobles
| Leyenda            |
| ------------------ |
| Torneos de Grado 1 |
| Torneos de Grado 2 |
| Torneos de Grado 3 |
| Torneos de Grado 4 |
| Torneos de Grado 5 |

| Resultado | Fecha      | Torneo           | Superficie | Pareja            | Rivales                             | Marcador       |
| --------- | ---------- | ---------------- | ---------- | ----------------- | ----------------------------------- | -------------- |
| Victoria  | 09-05-2014 | Delray Beach ITF | Arcilla    | Sofia Sewing      | Anna Dollar Daniela Pedraza         | 6–4, 6–2       |
| Derrota   | 17-05-2014 | Plantation ITF   | Arcilla    | Sofia Sewing      | Jenna Friedel Mia Horvit            | 3–6, 6–4, 6–10 |
| Derrota   | 06-02-2015 | Inka Bowl        | Arcilla    | Alexandra Sanford | Fernanda Astete Jaqueline Adina     | 1–6, 1–6       |
| Victoria  | 20-02-2015 | Copa Milo        | Arcilla    | Sofia Sewing      | Gabriella Pollner Alexandra Sanford | 6–2, 4–6, 10–2 |

### Finales ITF Pro

#### Dobles
| Leyenda                      |
| ---------------------------- |
| Torneos de $100,000          |
| Torneos de $75,000           |
| Torneos de $50,000           |
| Torneos de $25,000           |
| Torneos de $10,000 y $15,000 |

| Resultado | Fecha      | Torneo              | Superficie | Pareja             | Rivales                              | Marcador |
| --------- | ---------- | ------------------- | ---------- | ------------------ | ------------------------------------ | -------- |
| Derrota   | 08-12-2017 | Guayaquil           | Arcilla    | Stephanie Nemtsova | Sofia Sewing María José Portillo     | 5–7, 2–6 |
| Derrota   | 16-03-2018 | Sao Jose Dos Campos | Arcilla    | Eleni Kordolaimi   | Carolina Alves Thaisa Grana Pedretti | 4–6, 1–6 |
| Derrota   | 28-04-2018 | Villa del Dique     | Arcilla    | Fernanda Brito     | Nathaly Kurata Eduarda Piai          | 0–6, 4–6 |